# 艾伦·内文斯
约瑟夫·艾伦·内文斯（英語：Joseph Allan Nevins，1890年5月20日—1971年3月5日），是美国历史学家、记者，口述歷史的积极推动者，主要研究南北战争以及格罗弗·克利夫兰、汉密尔顿·菲什、亨利·福特、约翰·戴维森·洛克菲勒等人物。